# Reed International
Die Gründung der Firma Reed, eines britischen Medienunternehmens, geht auf das Jahr 1894 zurück, in dem Albert E. Reed seine Druckerei für Tageszeitungen in Tovil Mill in Kent (UK) eröffnete. 1903 wurde die Firma zu einer Aktiengesellschaft. Der Name der Stammfirma wurde 1970 in Reed International Ltd. und 1982 in Reed International p.l.c. geändert.
1993 schlossen sich Elsevier und Reed zusammen und firmieren seitdem als Reed Elsevier Group p.l.c. Anteilseigner sind zu gleichen Teilen die Reed Elsevier plc und die Reed Elsevier N.V.